# Thaha
Thaha (népalais : थाहा नगरपालिका) est une municipalité du Népal, située dans le district de Makwanpur, de la province de Bagmati. La population s'élève à 41 623 habitants selon les chiffres du recensement de 2011.
La municipalité est créée le 18 mai 2014 par la fusion des anciens comités de développement villageois de Bajrabarahi, Daman et Palung.